# Shahbaz Bhatti
Pour les articles homonymes, voir Bhatti.
Shahbaz Bhatti, né le 9 septembre 1968 à Lahore et mort assassiné le 2 mars 2011 à Islamabad, est un homme politique pakistanais, membre du Parti du peuple pakistanais. Exerçant la fonction du ministre des minorités, incluant la minorité chrétienne, il est assassiné pour sa foi et son engagement chrétien, fait pour lequel l'Église catholique a engagé sa cause en béatification, le déclarant déjà serviteur de Dieu.

## Biographie

### Carrière politique
Membre du Parti du peuple pakistanais, et de confession catholique, il est nommé ministre des Minorités religieuses dans le gouvernement du Premier ministre Youssouf Raza Gilani, après les élections législatives de février 2008, scrutin au cours duquel il gagne un siège réservé aux minorités.
À ce titre, il soutient Asia Bibi, femme condamnée à mort en novembre 2010 pour blasphème à l'encontre du prophète Mahomet. Il critique les lois réprimant le blasphème, et se range parmi les personnalités politiques appelant à ce qu'elles soient amendées. Bhatti « multipliait les déclarations sur les violences et intimidations dont est victime notamment la minorité chrétienne, et se disait régulièrement menacé ».
Le 9 février 2011, le gouvernement pakistanais démissionne pour permettre un important remaniement ministériel en vue de diminuer le nombre de portefeuilles, exigence du principal opposant Nawaz Sharif. Le nombre de ministres est fortement réduit, passant de cinquante-quatre à vingt-deux, et beaucoup s'attendaient à ce que le ministère des minorités de Shahbaz Bhatti soit supprimé. Il conserve pourtant sa fonction, et déclare alors qu'« il s'agit d'un signal clair de l'attention du gouvernement envers les minorités religieuses ».

### Assassinat et funérailles
Le 2 mars 2011, alors qu'il quitte le domicile de sa mère à Islamabad pour se rendre au conseil des ministres, il est assassiné par quatre hommes qui arrêtent sa voiture et l'abattent de 25 balles avant qu'il ne puisse sortir. Son chauffeur est grièvement blessé. Les assassins laissent sur place des tracts attribués à la mouvance des talibans pakistanais,. Le ministre avait demandé à son escorte de gardes du corps de l'attendre à son bureau plutôt que de venir le chercher. Il était normalement protégé par deux escortes, l'une composée de six garde-frontières et l'autre de neuf policiers.
Les funérailles ont lieu sous très haute protection policière le 4 mars suivant dans la grande église Fatima d'Islamabad avec la présence de quelques milliers de personnes, dont le Premier ministre Youssouf Raza Gilani. Le corps est ensuite transféré par hélicoptère dans son village natal, à majorité chrétienne, où près de 15 000 personnes assistent à l'enterrement sous la protection de 2 500 membres des forces de sécurité. Ces derniers ont entièrement bouclé le village et placé des tireurs d'élite sur les toits.

### Contexte et réactions
L'assassinat fait suite au meurtre par balles de Salman Taseer, le gouverneur du Pendjab, le 4 janvier précédent. Taseer s'était également élevé contre la condamnation à mort d'Asia Bibi et contre la loi interdisant le blasphème. Cet assassinat intervient également dans un contexte de crise politique alors que le principal parti d'opposition, la Ligue musulmane du Pakistan (N), a renvoyé les ministres locaux du Parti du peuple pakistanais (qui dirige le gouvernement fédéral) dans le gouvernement provincial du Pendjab, dirigé par Shehbaz Sharif, tandis que le conflit armé du Nord-Ouest du Pakistan a fait plus de 8 000 victimes civiles depuis 2004.
Pressentant qu'il serait tué, Shahbaz Bhatti a enregistré une vidéo destinée à être diffusée après sa mort. Il y affirmait avoir reçu des menaces des talibans et d'Al-Qaïda mais le gouvernement a refusé de lui procurer une voiture blindée.
Farahnaz Ispahani, assistant personnel du président de la république Asif Ali Zardari, a réagi en ces termes : « Il s’agit d’une campagne concertée pour massacrer toute voix libérale, progressiste et humaniste au Pakistan. Le moment est venu pour le gouvernement fédéral et les gouvernements provinciaux de s’exprimer et de s’élever fermement contre ces meurtriers pour sauver l’essence même du Pakistan ». Le président et le Premier ministre ont fermement condamné le meurtre, ainsi que le principal chef de l'opposition Nawaz Sharif. Trois jours de deuil national ont été décrétés. Cependant, durant les minutes de silence que les députés de l'Assemblée nationale ont observé, trois députés de la Jamiat Ulema-e-Islam (F) sont restés assis.

## Spiritualité
Après l'assassinat de Shahbaz Bhatti, ses proches révélèrent l'existence d'un testament spirituel qu'il avait écrit, dont en voici des extraits :

« Les conditions effroyables dans lesquelles vivaient les chrétiens du Pakistan m’ont bouleversé. Je me souviens d’un vendredi de Pâques quand j’avais seulement treize ans : j’écoutais un sermon sur le sacrifice de Jésus pour notre rédemption et pour le salut du monde. Et j'ai pensé à correspondre à son amour, en donnant de l'amour à nos frères et sœurs, en me mettant au service des chrétiens, en particulier des pauvres, des nécessiteux et des persécutés qui vivent dans ce pays islamique. De hautes responsabilités au gouvernement m’ont été proposées et on m’a demandé d’abandonner ma bataille, mais j’ai toujours refusé, même si je sais que je risque ma vie. Ma réponse a toujours été la même : « Non, moi je veux servir Jésus en tant qu’homme du peuple ». Cet amour me rend heureux. Je ne cherche pas la popularité, je ne veux pas de position de pouvoir. Je veux seulement une place aux pieds de Jésus. Je veux que ma vie, mon caractère, mes actions parlent pour moi et disent que je suis en train de suivre Jésus-Christ. Ce désir est si fort en moi que je me considérerais comme un privilégié si - dans mon effort et dans cette bataille qui est la mienne pour aider les nécessiteux, les pauvres, les chrétiens persécutés du Pakistan - Jésus voulait accepter le sacrifice de ma vie. Je veux vivre pour le Christ et pour Lui je veux mourir. Je ne ressens aucune peur dans ce pays. »

Le 6 mars 2011, le pape Benoît XVI rend un vibrant hommage à Shahbaz Bhatti à la suite de son assassinat. Il confie même : « Lorsque nous nous sommes rencontrés ici au Vatican, il m’a dit : « Je sais que je mourrai assassiné, mais je donne ma vie comme témoin pour Jésus et pour le dialogue interreligieux. » Il savait et il avait déjà offert sa vie. Je pense que c’est un vrai martyr parce qu’il a été tué comme chrétien. C’était un homme, un chrétien authentique. »

## Béatification et canonisation
Après son assassinat, Shahbaz Bhatti jouit d'une réputation de martyr dans la communauté chrétienne pakistanaise. Ses funérailles en témoignèrent, provoquant l'engouement populaire. Rapidement devenu un symbole de cette Église pakistanaise persécutée, les chrétiens du Pakistan ont milité pour le faire reconnaître martyr par les autorités religieuses. Des pétitions ont été organisées ainsi qu'une demande officielle présentée à Monseigneur Andrew Francis, évêque de Multan.
Le 2 mars 2016, soit cinq ans après son assassinat, une enquête préliminaire en vue de l'ouverture de sa cause en béatification et canonisation débute dans le diocèse d'Islamabad. La conférence épiscopale pakistanaise encourage la cause.
Une bible lui ayant appartenu est exposée dans la basilique San Bartolomeo all'Isola, consacrée à la mémoire des nouveaux martyrs du XXe siècle et du XXIe siècle. Après l'ouverture des démarches en vue de sa béatification, Shahbaz Bhatti est appelé serviteur de Dieu.